# Stawrula Ziguri
Stawrula Ziguri (gr. Σταυρούλα Ζυγούρη; ur. 4 maja 1968) – grecka zapaśniczka walcząca w stylu wolnym. Olimpijka z Aten 2004, gdzie zajęła czwarte miejsce w kategorii 63 kg.
Czterokrotna uczestniczka mistrzostw świata; szósta w 2003. Siódma na mistrzostwach Europy w 2004. Wicemistrzyni igrzysk śródziemnomorskich w 2001. Mistrzyni śródziemnomorska w 2010 i druga w 2012. Dziesiąta w Pucharze Świata w 2003 roku.
- Turniej w Atenach 2004

Wygrała ze Szwedką Sarą Eriksson i Niemką Stéphanie Gross. W półfinale przegrała z Amerykanką Sarą McMann a w pojedynku o trzecie miejsce z Lise Legrand z Francji.